# Marta Alexandrowna Sirotkina
Marta Alexandrowna Sirotkina (russisch Марта Александровна Сироткина, engl. Transkription Marta Sirotkina; * 22. März 1991 in Moskau) ist eine ehemalige russische Tennisspielerin.

## Karriere
Sirotkina, die mit sieben Jahren mit dem Tennissport begann, spielte überwiegend ITF-Turniere. Sie stand dort im Einzel in 16 Endspielen, von denen sie zwölf gewann. Im Doppel war sie bei 15 Endspielteilnahmen ebenfalls zwölfmal siegreich.
Sie versuchte achtmal sich für ein Grand-Slam-Turnier zu qualifizieren; 2013 und 2014 scheiterte sie bei den Australian Open jeweils erst in der Qualifikationsrunde.
Bei der Sommer-Universiade 2011 in Shenzhen gewann sie zusammen mit Xenija Lykina die Bronzemedaille im Doppel.
Ihr letztes Match auf der Damentour absolvierte sie im Juni 2015 bei einem ITF-Rasenturnier in Ilkley (England), wo sie in der ersten Runde der Qualifikation scheiterte.

## Turniersiege

### Einzel
| Nr. | Datum              | Turnier    | Kategorie   | Belag             | Finalgegnerin          | Ergebnis        |
| --- | ------------------ | ---------- | ----------- | ----------------- | ---------------------- | --------------- |
| 1.  | 11. April 2010     | Ain Sukhna | ITF $10.000 | Sand              | Ekaterine Gorgodze     | 6:3, 6:1        |
| 2.  | 12. September 2010 | Madrid     | ITF $10.000 | Hartplatz         | Naomi Broady           | 4:6, 6:4, 6:4   |
| 3.  | 7. November 2010   | Antalya    | ITF $10.000 | Hartplatz         | Martina Balogova       | 6:2, 6:0        |
| 4.  | 11. Dezember 2010  | Dubai      | ITF $10.000 | Hartplatz         | Mihaela Buzărnescu     | 6:0, 6:0        |
| 5.  | 19. März 2011      | Bath       | ITF $10.000 | Hartplatz         | Giulia Gatto-Monticone | ohne Spiel      |
| 6.  | 24. April 2011     | Antalya    | ITF $10.000 | Hartplatz         | Jana Butschina         | 6:1, 6:0        |
| 7.  | 4. Juni 2011       | Bangkok    | ITF $25.000 | Hartplatz         | Luksika Kumkhum        | 6:4, 6:3        |
| 8.  | 18. Februar 2012   | Linköping  | ITF $10.000 | Hartplatz (Halle) | Milana Špremo          | 6:1, 6:3        |
| 9.  | 1. April 2012      | Phuket     | ITF $25.000 | Hartplatz         | Claire Feuerstein      | 7:5, 7:66       |
| 10. | 27. Mai 2012       | Karuizawa  | ITF $25.000 | Rasen             | Junri Namigata         | 6:4, 2:6, 6:4   |
| 11. | 3. November 2013   | Barnstaple | ITF $75.000 | Hartplatz (Halle) | Kristýna Plíšková      | 6:75, 6:3, 7:66 |
| 12. | 16. August 2014    | Woking     | ITF $25.000 | Hartplatz         | Ana Bogdan             | 7:5, 6:3        |

### Doppel
| Nr. | Datum             | Turnier        | Kategorie    | Belag             | Partnerin            | Finalgegnerinnen                      | Ergebnis          |
| --- | ----------------- | -------------- | ------------ | ----------------- | -------------------- | ------------------------------------- | ----------------- |
| 1.  | 17. Mai 2009      | St. Petersburg | ITF $10.000  | Hartplatz (Halle) | Yuliya Kalabina      | Awgusta Zybyschewa Marija Scharkowa   | 6:1, 6:2          |
| 2.  | 5. Juni 2009      | Buxoro         | ITF $25.000  | Hartplatz         | Anna Brazhnikova     | Xenija Palkina Arina Rodionova        | 3:6, 6:4, [11:9]  |
| 3.  | 11. April 2010    | Ain Sukhna     | ITF $10.000  | Sand              | Anna Brazhnikova     | Audrey Bergot Chanel Simmonds         | 6:3, 6:3          |
| 4.  | 30. Oktober 2010  | Istanbul       | ITF $25.000  | Hartplatz         | Oksana Kalaschnikowa | Ekaterina Bychkova Iryna Brémond      | 6:3, 6:1          |
| 5.  | 6. November 2010  | Antalya        | ITF $10.000  | Hartplatz         | Nigina Abduraimova   | Julia Samuseva Ekaterina Yakovleva    | 3:6, 6:1, [10:7]  |
| 6.  | 13. November 2010 | Antalya        | ITF $10.000  | Hartplatz         | Nikola Fraňková      | Daria Salnikova Nicola Slater         | 3:6, 7:5, [10:5]  |
| 7.  | 25. Februar 2012  | Moskau         | ITF $25.000  | Hartplatz (Halle) | Oksana Kalaschnikowa | Tatjana Kotelnikowa Lidsija Marosawa  | 7:62, 4:6, [11:9] |
| 8.  | 23. März 2012     | Phuket         | ITF $25.000  | Hartplatz (Halle) | Natela Dsalamidse    | Chan Chin-wei Zheng Saisai            | 6:4, 6:1          |
| 9.  | 21. April 2012    | Namangan       | ITF $25.000  | Hartplatz         | Oksana Kalaschnikowa | Naomi Broady Paula Kania              | 6:2, 7:5          |
| 10. | 28. Juli 2012     | Astana         | ITF $100.000 | Hartplatz         | Oksana Kalaschnikowa | Ljudmyla Kitschenok Nadija Kitschenok | 3:6, 6:4, [10:2]  |
| 11. | 21. Juli 2013     | Woking         | ITF $25.000  | Hartplatz         | Tara Moore           | Kanae Hisami Mari Tanaka              | 4:6, 6:1, [10:7]  |
| 12. | 9. März 2014      | Preston        | ITF $25.000  | Hartplatz (Halle) | Tara Moore           | Timea Bacsinszky Kristina Barrois     | 3:6, 6:1, [13:11] |